# Ivan Mikhailovich, Đại vương công Tver
Ivan Mikhailovich( 1357 - 22 tháng 5 năm 1425 ) - Công tước xứ Tver (1399-1425), con trai của Đại vương công Mikhail II Alexandrovich. Là nhà ngoại giao khéo léo, ông đã đưa đất nước vượt qua mọi khó khăn trước sức ép càng gia tăng của Moskwa
Năm 1400, ông được Khan Kim Trướng là Shadi Beg (1399-1407) phong cho tước vị Đại vương công Tver. Năm 1406, quân Tver cùng với quân đội Vasilii I đã khởi động một chiến dịch chống lại Litva. Cuộc chiến cuối cùng đã không diễn ra, vì Moskwa tự ý đàm phán hòa bình với Litva mà không Tver tham gia, làm Đại công Tver rất bực mình bằng một bức thư giận dữ với Vasilii.
Năm 1408, ông không tuân theo lệnh của Edigu mà đi kèm với pháo binh và tham gia cuộc bao vây Moskwa. Năm 1422, Ivan hỗ trợ quân sự cho anh rể Vitovtu trong cuộc chiến chống lại quân Teuton. Dưới thời Ivan Mikhailovich, việc đúc tiền xu Tver đã được bắt đầu.
Ông qua đời vì một bệnh dịch hạch vào năm 1425. Kế vị là con thứ, Aleksandr II, Đại vương công xứ Tver
1. ↑  Денга Ивана Михайловича